# Куршенер
Куршене́р (рос. Куршенер, марій. Эсменесола) — присілок у складі Новотор'яльського району Марій Ел, Росія. Входить до складу Масканурського сільського поселення.

## Населення
Населення — 11 осіб (2010; 26 у 2002).
Національний склад (станом на 2002 рік):
- марійці — 92 %